# Dicronorrhina
Dicronorrhina là một chi thuộc phân họ Cetoniinae, họ Scarabaeidae, bộ Coleoptera (bọ cánh cứng).

## Đặc điểm sinh học
Các loài bọ cánh cứng thuộc chi Dicronorrhina dài khoảng 40–60 milimét (1,6–2,4 in), màu xanh kim loại, có sọc trắng ở một số loài. Con đực có dạng 'chữ T' với một cái sừng dẹt ở đầu. Ấu trùng sống ở đất có thực vật đang thối rữa (lá cây...) trong khoảng từ 8 đến 9 tháng. Con trưởng thành sống 3-4 tháng. Vậy nên trong một năm chỉ có một thế hệ bọ cánh cứng thuộc chi này.

## Phân bố
Các loài bọ cánh cứng thuộc chi này phân bố rộng ở miền nam Sahara, châu Phi.

## Danh sách các loài
Chi này có 4 loài:
- Dicronorrhina cavifrons Westwood, 1843
- Dicronorrhina derbyana Westwood, 1843
- Dicronorrhina kouensis Legrand, Bouyer, Juhel & Camiade, 2006
- Dicronorrhina micans (Drury, 1773) [1]

## Hình ảnh

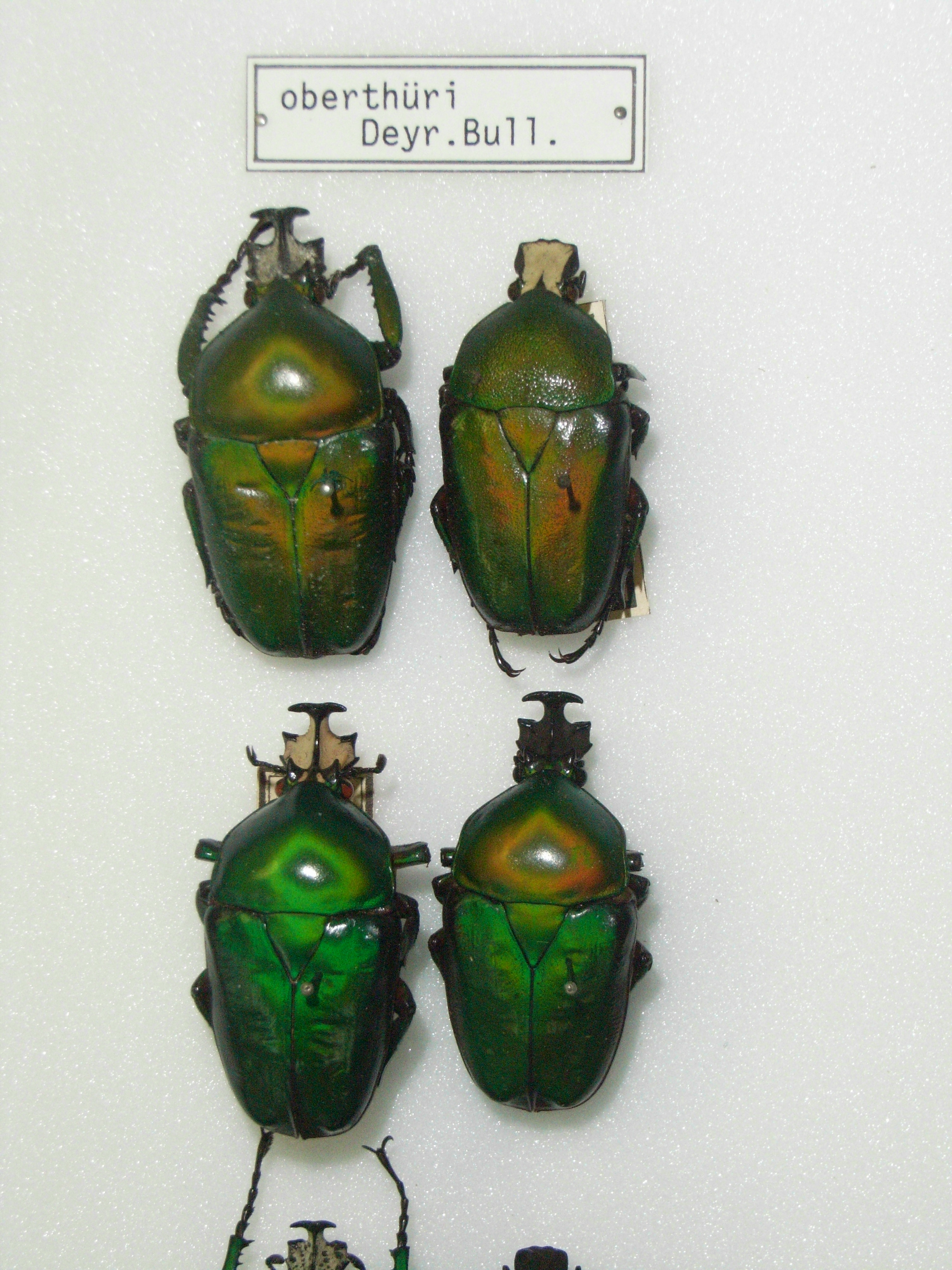
Dicranorrhina oberthuri
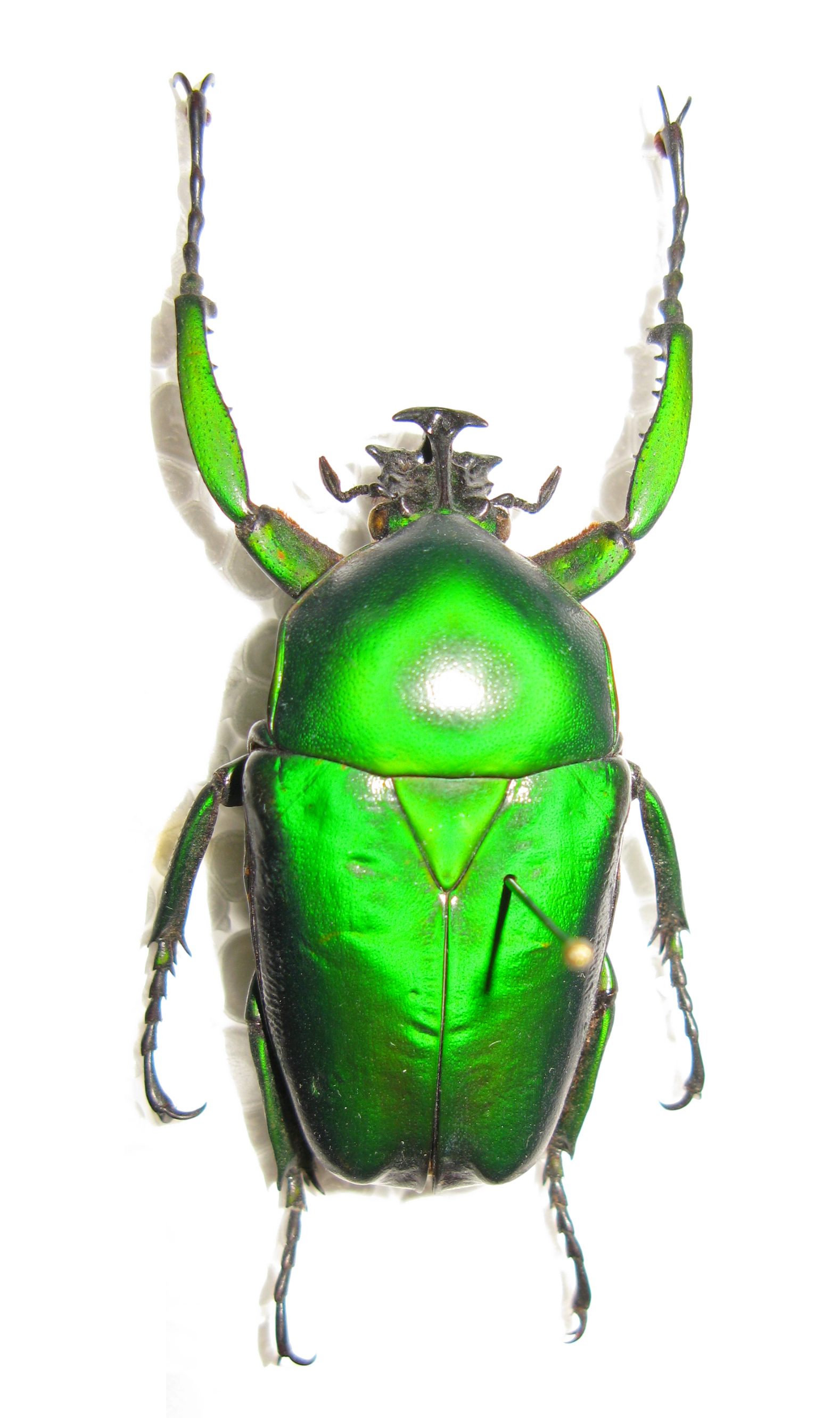
Dicranorrhina micans